# Emil Cardales
Emil Cardales  (Cartagena, Colombia; 20 de julio de 1988) es un futbolista colombiano. Juega de delantero y su equipo actual es el Barranquilla F. C.. de la Categoría Primera B colombiana. 

## Clubes
| Club               | País      | Año             |
| ------------------ | --------- | --------------- |
| Barranquilla F. C. | Colombia  | 2008 - 2012     |
| Zulia F. C.        | Venezuela | 2013            |
| Barranquilla F. C. | Colombia  | 2013 - 2014     |
| Atlético Junior    | Colombia  | 2015 - Presente |